# Zanzibar
Zanzibar je dio istočnoafričke države Tanzanije. Sastoji od otoka Zanzibarskog otočja koji se nalaze u Indijskom oceanu, 25-50 km od obale Afrike. 
Otočje se sastoji od dva veća otoka Unguje i Pembe, te mnogih manjih otoka, otočića te brojnih. Otok Unguja je najveći otok otočja, i često se naziva Zanzibar.  

## Povijest
Povijest Zanzibara počinje prije 10. st., kada je bio bogat trgovački grad među plemenima Svahili. S vremenom postaje dijelom Omanskog carstva, te stanovništvo se miješa s Arapima. Početkom 16. st. nakon posjeta otoku portugalskog istraživača, Vasca da Game, Otočje postaje dijelom portugalskog prekomorskog carstva. Stoljeće kasnije Omansko carstvo zauzima ponovo otočje. No, Omansko carstvo se brzo raspada na dva dijela radi problema s nasljedstvom. Iz Zanzibara se upravljalo južnom polovicom carstva, te time Zanzibar postaje po prvi put organizirana, samostalna i nezavisna država. Nakon tog događaja 1856.g. nije se ništa pretjerano mijenjalo osim povećanja europskih interesa za kolonizaciju Afrike. Zanzibar se ubrzo našao izmanipuliranim od strane Njemačke i Velike Britanije. Velika Britanija zauzima obalu današnje Kenije, a Njemačka zauzima obalu današnje Tanzanije. Nakon ovakvog drastičnog smanjenja teritorija Zanzibar traži pomoć, koju ironično dobiva od Velike britanije. Velika Britanija manipulira Zanzibarom, te skoro pa i posjeduje otočje. Problem se događa kada sultan iznenadno umire, i njegov sin preuzima vodstvo države bez pitanja Velike Britanije što rezultira Englesko-zanzibarski ratom, također najkraćim ratom na svijetu (38 minuta!). Englezi su samo uništili jedini njihov brod, iskrcali se na trg, te srušili palaču što je pokolebalo preko dva puta veću vojsku. Sultan je pobjegao u Njemačku Istočnu Afriku (Tanzaniju), ali je brzo pronađen. Zanzibar je revolucijom 1963.g. je ponovo dobio samostalnost, ali vrlo brzo se ujedinjuje s Tanganjikom u Tanzaniju, što se dogodilo 1964.g., a tako je i danas.
Unutar Tanzanije, Zanzibar ima određenu regionalnu, ali značajnu autonomiju.

## Geografija
Osim otoka Unguje (Zanzibara) i Pembe, također Zanzibar se sastoji od mnogobrojnih koraljnih grebena i manjih otoka. Otoci su izrazito niski, nadmorska visina najvišeg vrha je samo 120 metara! 
Glavni i najveći grad je Zanzibar City na otoku Unguji. 

## Religija
Stanovništvo Zanzibara skoro u potpunosti vjeruje u islam (čak 99%!), a ostatak čini pretežno kršćanstvo.

## Gospodarstvo
Turizam čini većinu gospodarstva, ali značajan je izvoz začina.
Zanzibar i Pemba su ranih 1950-ih proizvodili 80 % klinčića na svijetu i pučanstvo je uglavnom živjelo od te mirodije. Na Pembi je raslo oko 3 000 000 stabala, a na Zanzibaru 1 000 000. Žetva je vrijedila 3 000 000 do 4 000 000 funti godišnje, a najveće tržište bila je Indonezija u kojoj se zanzibarski klinčac tucao i miješao s duhanom za izradu mirisnih cigareta. Tada je bilo 483 km cesta, a 5 000 ribara aktivno se bavilo ribolovom. Azijati su držali u rukama oko 10 000 akera zemlje.
Ranih 1950-ih u Zanzibaru se znalo naći do 300 jedrilica. Put od sjevernog vrha Pembe do Kuča u Indiji trajao bi s potpunim monsunom dva tjedna. Jedrilice bi u Indiju donosile datulje, deve, ćilime i sredstvo za pokrivanje krovova makuti. Iz Indije bi u Zanzibar dospjevala mangrova debla za građevine, peraje morskih pasa, prokrijumčarena bjelokost i nosorozima. Tada je u Zanzibaru stalno boravilo 306 Europljana.